# Міщенко Віктор Григорович

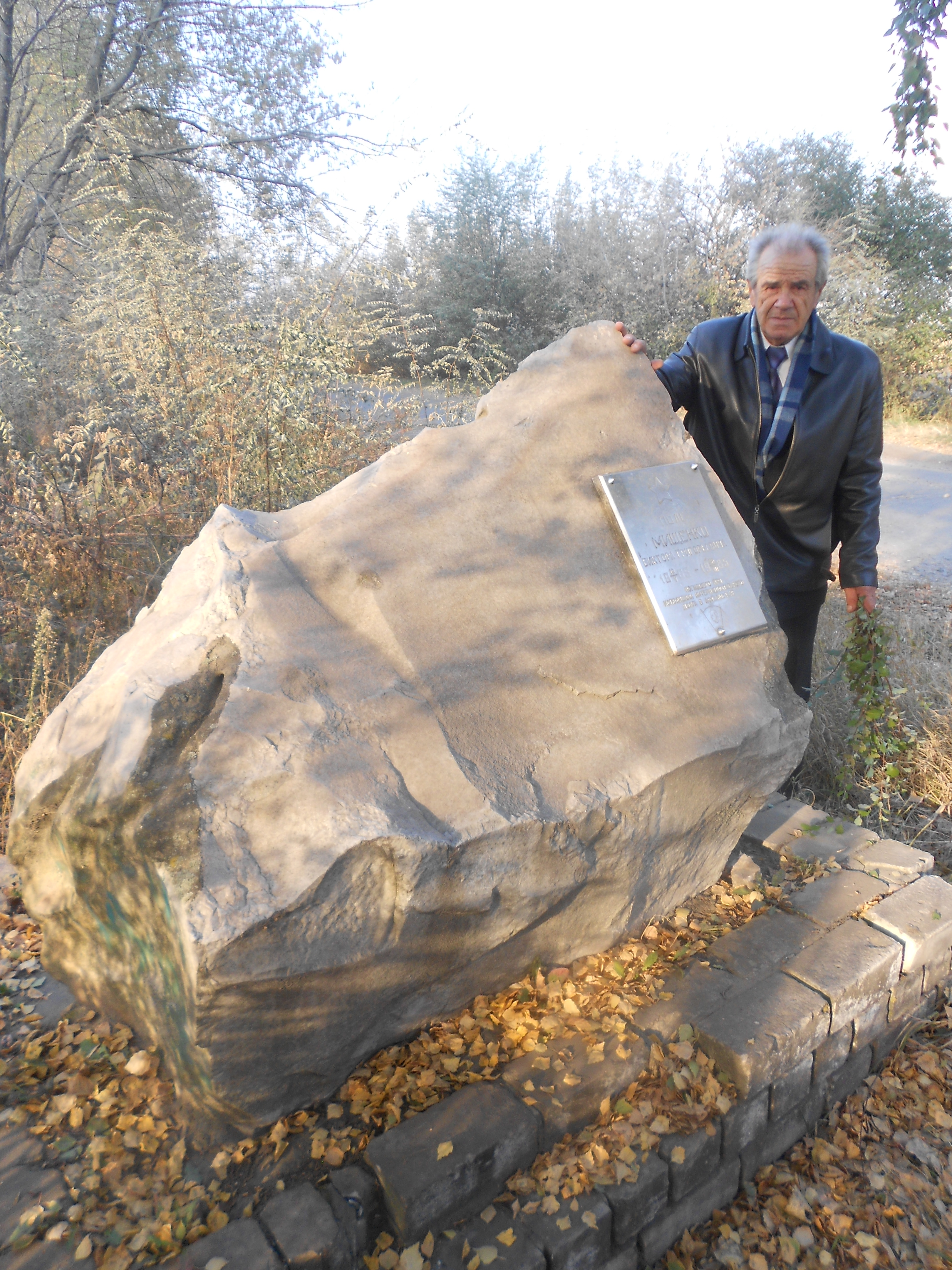
Віктор Черненко біля пам'ятки Віктору Міщенку в Сулаку

Віктор Григорович Міщенко (народився 19 травня 1965 в селі Сулак — загинув 30 липня 1985) – учасник Війни в Афганістані (1979—1989), рядовий, старший розвідник-гранатометник. Отримавши важке поранення, не залишив своєї бойової позиції і до останнього вів вогонь, захищаючи життя товаришів. Посмертно був нагороджений орденом Червоної Зірки.

## Життєпис
Народився у робітничій сім’ї. До призову на військову службу закінчив Технічне училище № 2 в м. Київ.
У збройні сили СРСР призваний 16 травня 1984 Носівським РВК. У вересні 1984 відправлений рядовим в Афганістан. 
Неодноразово брав участь в бойових діях по знищенню складів зі зброєю та опорних пунктів повстанців, виявляв сміливість і бойову майстерність. 30 липня 1985 розвідувальна група, у складі якої він діяв, при виконанні бойового завдання потрапила в оточення. Точним прицільним вогнем з гранатомета Міщенко вивів з ладу декілька бунтівників. Отримав тяжке поранення, але продовжував вести вогонь. В цей же день від отриманих ран помер.
Похований на батьківщині.

## Відзнаки
За мужність і самовідданість нагороджений:
- медаллю "За відвагу"
- орденом Червоної Зірки (посмертно).